# Domestische Analogie
Den Begriff der Domestischen Analogie (englisches Original: domestic analogy) führte der Politologe Hedley Bull in die Diskussion ein, mit dem Begriff wird ein Modell zum Verständnis und zur Interpretation internationaler Beziehungen bezeichnet.
Hedley Bull geht davon aus, dass Staaten analog zu einer Gesellschaft als Individuen begriffen werden können, konkret, dass das Verhältnis zwischen Individuen untereinander und das Verhältnis zwischen Staaten den gleichen Regeln folgt. Eine domestische Analogie liegt also etwa vor, wenn staatliche Aggression als das internationale Äquivalent zu Raub beziehungsweise Mord begriffen wird. 
Michael Walzer verwendet die domestische Analogie in seinem Buch Just and Unjust Wars zur Unterscheidung von ungerechten und gerechten Kriegen.